# Rex the Runt
Rex the Runt, noto in italiano anche come Il piccolo Rex o Rex il piccoletto, è una serie televisiva animata britannica del 1998, creata da Richard Goleszowski.
Composta principalmente dal programma principale e due cortometraggi correlati prodotti da Aardman Animations per BBC Bristol in associazione con EVA Entertainment e Egmont Imagination, la serie è incentrata sulle avventure di quattro cani antropomorfi: Rex, Bad Bob, Wendy e Vince.
Rex è stato introdotto per la prima volta come personaggio secondario nel cortometraggio Ident del 1989, diretto da Goleszowski per la serie di corti Lip Synch. Durante i sette anni di sviluppo dei personaggi, Goleszowski ha prodotto tre episodi pilota, sottotitolati How Dinosaurs Became Extinct e Dreams del 1991 e North by North Pole del 1996. All'epoca gli episodi pilota del 1991 erano sconosciuti alla crew di Aardman, poiché Goleszowski li creava durante il tempo libero. Per questo motivo, la serie non è stata lanciata fino alla scoperta di questi cortometraggi un anno dopo, poiché il team ha trovato il potenziale per trasformare questi cortometraggi in una serie effettiva.
L'animazione è insolita in quanto i modelli sono in parte bidimensionali essendo appiattiti nell'aspetto e animati su una lastra di vetro con gli sfondi dietro la lastra. Durante la seconda stagione, i modelli  dei personaggi sono diventati più tridimensionali.
La serie è stata trasmessa per la prima volta negli Stati Uniti su BBC Two dal 21 dicembre 1998 al 16 dicembre 2001, per un totale di 26 episodi ripartiti su due stagioni. In Italia alcuni cortometraggi sono stati mostrati durante i festival cinematografici come Umbria Film Festival e Giffoni Film Festival.

## Episodi
| Stagione         | Episodi | Prima TV UK | Prima TV Italia |
| ---------------- | ------- | ----------- | --------------- |
| Prima stagione   | 13      | 1998        | inedita         |
| Seconda stagione | 13      | 2001        | inedita         |

## Personaggi e doppiatori

### Personaggi principali
- Rex, doppiato da Andrew Franks (st. 1) e Colin Rote (st. 2).
- Bad Bob, doppiato da Kevin Wrench (st. 1) e Andy Jeffers (st. 2).
- Wendy, doppiata da Elisabeth Hadley.
- Vince, doppiato da Steve Box.

### Personaggi ricorrenti
- Dottor Dogg, doppiato da Paul Merton.
- Arthur Dustcart, doppiato da Arthur Smith.

## Distribuzione

### Trasmissione internazionale
La prima stagione ha debuttato il 21 dicembre 1998 su BBC Two. Una seconda stagione è andata in onda a partire dal 23 settembre 2001.
In Italia i due episodi pilota How Dinosaurs Became Extinct e Dreams sono stati mostrati alla Mostra internazionale d'arte cinematografica di Venezia nel 1994 e replicati al Giffoni Film Festival nel 1995. Alcuni episodi della serie sono disponibili nella Cineteca di Bologna e altri sono stati presentati al Future Film Festival nel 1999, al Museo dell'Infiorata di Gerano (con traduzione in cuffia), all'Umbria Film Festival e al Ca' Foscari Short Film Festival.
- 21 dicembre 1998 nel Regno Unito su BBC Two;
- 1999 in Francia;
- 2001 in Giappone su WOWOW;
- In Brasile su Multishow;
- In Svezia su Sveriges Television;
- In Corea del Sud in DVD.